# Park im. Tarasa Szewczenki w Kijowie
Park im. Tarasa Szewczenki (ukr. Парк імені Тараса Шевченка) – park miejski w Kijowie. Znajduje się naprzeciwko głównego budynku Kijowskiego Uniwersytetu Narodowego im. Tarasa Szewczenki. Posiada status „Parku – zabytku sztuki ogrodniczej znaczenia lokalnego”.

## Historia
Park powstał latach 60. XIX wieku pod nazwą Plac Uniwersytecki. W 1896 roku w parku postawiono pomnik Mikołaja I, który został zburzony przez bolszewików w 1920 roku.
W 1939 roku, z okazji 125-lecia urodzin Tarasa Szewczenki, na miejscu dawnego pomnika Mikołaja I został odsłonięty pomnik poety autorstwa Matwija Manizera. Według słów Dmytra Stepowyka, ukraińskiego historyka sztuki, o pierwotnej wersji rzeźby, zrealizowanej przez rzeźbiarza wraz z uczniami w roku 1938, Łazar Kaganowicz miał powiedzieć, że „ten Szewczenko będzie wzywać do obalenia kołhozowego ładu”. Autor następnie wykonał rzeźbę w myśl idei bolszewickich przywódców.

## Galeria

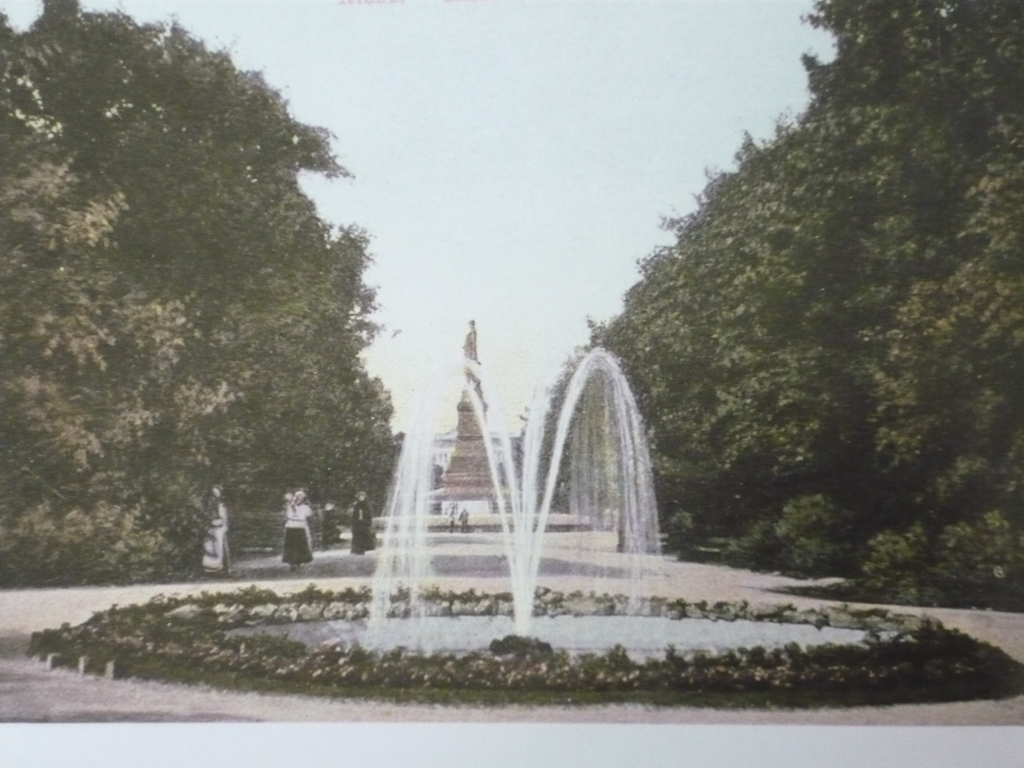
Plac Uniwersytecki w drugiej połowie XIX wieku
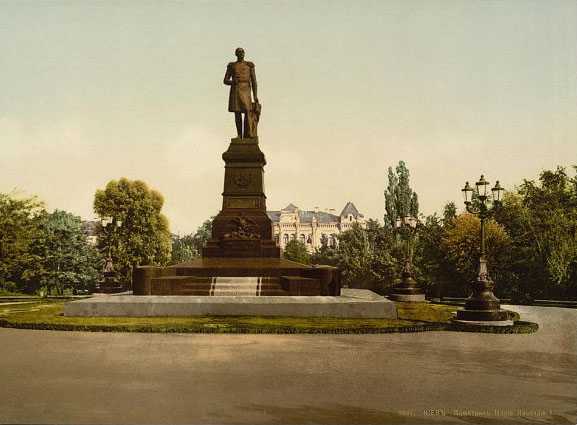
Pomnik Mikołaja I naprzeciwko Kijowskiego Uniwersytetu św. Włodzimierza, rok 1917